# بطولة تونس لألعاب القوى 1987
بطولة تونس لألعاب القوى 1987 هو الدورة 32 من بطولة تونس لألعاب القوى.

فاز بهذا الموسم الزيتونة الرياضية.

## روابط خارجية
- الموقع الرسمي للجامعة التونسية لألعاب القوى.